# Структура федеральных органов исполнительной власти России (2012—2018)
Структура федеральных органов исполнительной власти (термин конституционного права) представляет собой перечень всех федеральных органов исполнительной власти. Утверждается Президентом Российской Федерации по предложению Председателя Правительства Российской Федерации в соответствии с Конституцией Российской Федерации 1993 г.
Утверждается с 1994 г. при каждой смене Правительства (в период работы Правительства одного состава в неё вносятся изменения).

## 21 мая 2012 г. — 15 мая 2018 г.
Структура федеральных органов исполнительной власти, утвержденная Указом Президента Российской Федерации от 21 мая 2012 г. (Указ Президента Российской Федерации от 21 мая 2012 г. № 636), упразднённые органы исполнительной власти обозначены зачёркиванием. О структуре исполнительной ветви власти РФ в предыдущие периоды см. в материалах в разделе См. также.
I. Федеральные министерства, федеральные службы и федеральные агентства, руководство деятельностью которых осуществляет Президент Российской Федерации, федеральные службы и федеральные агентства, подведомственные этим федеральным министерствам
- Министерство внутренних дел Российской Федерации

- Министерство Российской Федерации по делам гражданской обороны, чрезвычайным ситуациям и ликвидации последствий стихийных бедствий

- Министерство иностранных дел Российской Федерации
  - Федеральное агентство по делам Содружества Независимых Государств, соотечественников, проживающих за рубежом, и по международному гуманитарному сотрудничеству

- Министерство обороны Российской Федерации
  - Федеральная служба по военно-техническому сотрудничеству
  - Федеральная служба по техническому и экспортному контролю
  - Федеральное агентство по поставкам вооружения, военной, специальной техники и материальных средств (упразднено Указом Президента РФ от 08.09.2014 года № 613)
  - Федеральное агентство специального строительства (упразднено Указом Президента РФ от 29.12.2016 года № 727)

- Министерство юстиции Российской Федерации
  - Федеральная служба исполнения наказаний
  - Федеральная служба судебных приставов

- Государственная фельдъегерская служба Российской Федерации (федеральная служба)

- Служба внешней разведки Российской Федерации (федеральная служба)

- Федеральная служба безопасности Российской Федерации (федеральная служба)

- Федеральная служба войск национальной гвардии Российской Федерации (федеральная служба, образована Указом Президента РФ от 05.04.2016 года № 157)

- Федеральная служба Российской Федерации по контролю за оборотом наркотиков (федеральная служба) (упразднена Указом Президента РФ от 05.04.2016 года № 156)

- Федеральная служба охраны Российской Федерации (федеральная служба)

- Федеральная служба по финансовому мониторингу (федеральная служба)

- Федеральное архивное агентство (федеральное агентство) (введено Указом Президента РФ от 04.04.2016 года № 151)

- Главное управление специальных программ Президента Российской Федерации (федеральное агентство)

- Управление делами Президента Российской Федерации (федеральное агентство)

II. Федеральные министерства, руководство деятельностью которых осуществляет Правительство Российской Федерации, федеральные службы и федеральные агентства, подведомственные этим федеральным министерствам
- Министерство здравоохранения Российской Федерации
  - Федеральная служба по надзору в сфере здравоохранения
  - Федеральное медико-биологическое агентство

- Министерство Российской Федерации по делам Крыма (образовано Указом Президента РФ от 31.03.2014 года № 190, упразднено Указом Президента РФ от 15.07.2015 № 368)

- Министерство культуры Российской Федерации
  - Федеральное архивное агентство (подчинено Президенту РФ Указом Президента РФ от 04.04.2016 года № 151)
  - Федеральное агентство по туризму

- Министерство образования и науки Российской Федерации
  - Федеральная служба по надзору в сфере образования и науки
  - Федеральное агентство по делам молодёжи

- Министерство природных ресурсов и экологии Российской Федерации
  - Федеральная служба по гидрометеорологии и мониторингу окружающей среды
  - Федеральная служба по надзору в сфере природопользования
  - Федеральное агентство водных ресурсов
  - Федеральное агентство лесного хозяйства
  - Федеральное агентство по недропользованию

- Министерство промышленности и торговли Российской Федерации
  - Федеральное агентство по техническому регулированию и метрологии
  - Федеральное управление по безопасному хранению и уничтожению химического оружия

- Министерство Российской Федерации по развитию Дальнего Востока

- Министерство регионального развития Российской Федерации (упразднено Указом Президента РФ от 08.09.2014 года № 612)
  - Федеральное агентство по строительству и жилищно-коммунальному хозяйству (преобразовано в Министерство Указом Президента РФ от 01.11.2013 года № 819)

- Министерство связи и массовых коммуникаций Российской Федерации
  - Федеральная служба по надзору в сфере связи, информационных технологий и массовых коммуникаций
  - Федеральное агентство по печати и массовым коммуникациям
  - Федеральное агентство связи

- Министерство Российской Федерации по делам Северного Кавказа (образовано Указом Президента РФ от 12.05.2014 года № 321)

- Министерство сельского хозяйства Российской Федерации
  - Федеральная служба по ветеринарному и фитосанитарному надзору
  - Федеральное агентство по рыболовству

- Министерство спорта Российской Федерации

- Министерство строительства и жилищно-коммунального хозяйства Российской Федерации (введено Указом Президента РФ от 01.11.2013 года № 819)

- Министерство транспорта Российской Федерации
  - Федеральная служба по надзору в сфере транспорта
  - Федеральное агентство воздушного транспорта
  - Федеральное дорожное агентство
  - Федеральное агентство железнодорожного транспорта
  - Федеральное агентство морского и речного транспорта

- Министерство труда и социальной защиты Российской Федерации
  - Федеральная служба по труду и занятости

- Министерство финансов Российской Федерации
  - Федеральная налоговая служба
  - Федеральная служба по регулированию алкогольного рынка (федеральная служба, введена Указом Президента РФ от 15.01.2016 года № 12)
  - Федеральная таможенная служба (введена Указом Президента РФ от 15.01.2016 года № 12)
  - Федеральная служба финансово-бюджетного надзора (упразднена Указом Президента РФ от 02.02.2016 года № 41)
  - Федеральное казначейство (федеральная служба)

- Министерство экономического развития Российской Федерации
  - Федеральная служба по аккредитации
  - Федеральная служба государственной регистрации, кадастра и картографии
  - Федеральная служба государственной статистики (федеральная служба, введена Указом Президента РФ от 03.04.2017 года № 141)
  - Федеральная служба по интеллектуальной собственности
  - Федеральное агентство по государственным резервам (федеральное агентство, подчинено Правительству РФ Указом Президента РФ от 23.11.2016 года № 620)
  - Федеральное агентство по управлению государственным имуществом

- Министерство энергетики Российской Федерации

III. Федеральные службы и федеральные агентства, руководство деятельностью которых осуществляет Правительство Российской Федерации
- Федеральная антимонопольная служба
- Федеральная служба государственной статистики (федеральная служба, подчинена Министерству экономического развития РФ Указом Президента РФ от 03.04.2017 года № 141)
- Федеральная служба по оборонному заказу (упразднена Указом Президента РФ от 08.09.2014 года № 613)
- Федеральная миграционная служба (упразднена Указом Президента РФ от 05.04.2016 года № 156)
- Федеральная служба по надзору в сфере защиты прав потребителей и благополучия человека (федеральная служба)
- Федеральная служба по регулированию алкогольного рынка	(федеральная служба, подчинена Министерству финансов РФ Указом Президента РФ от 15.01.2016 года № 12)
- Федеральная таможенная служба (федеральная служба, подчинена Министерству финансов РФ Указом Президента РФ от 15.01.2016 года № 12)
- Федеральная служба по тарифам (упразднена Указом Президента РФ от 21.07.2015 года № 373)
- Федеральная служба по финансовым рынкам (упразднена Указом Президента РФ от 25.07.2013 года № 645)
- Федеральная служба по экологическому, технологическому и атомному надзору (федеральная служба)
- Федеральное агентство по государственным резервам (федеральное агентство, введено Указом Президента РФ от 23.11.2016 года № 620)
- Федеральное космическое агентство (упразднено Указом Президента РФ от 28.12.2015 года № 666)
- Федеральное агентство научных организаций (федеральное агентство, образовано Указом Президента РФ от 27.09.2013 года № 735)
- Федеральное агентство по делам национальностей (федеральное агентство, образовано Указом Президента РФ от 31.3.2015 года № 168)
- Федеральное агентство по обустройству государственной границы Российской Федерации (упразднено Указом Президента РФ от 02.02.2016 года № 40)